# Andreas Feymark
Roger Andreas Feymark (tidigare Karlsson), född 30 mars 1984 i Grimetons församling i Hallands län, är en svensk forskare och politiker (Alternativ för Sverige).
Andreas Feymark har en civilingenjörsexamen inom kemiteknik med fysik och disputerade vid Chalmers Tekniska Högskola 2013 på en avhandling om fluid-struktur interaktion. Vid partiets landsdagar (partikongress) 2015 valdes han till suppleant i Sverigedemokraternas partistyrelse. Han var distriktsordförande för Sverigedemokraterna Halland 2015–2017. 2018 lämnade Feymark Sverigedemokraterna och gick över till det nybildade Alternativ för Sverige där han var med fram tills 2023.